# Vääräjärvi (sjö i Norra Österbotten, lat 65,82, long 28,77)
Vääräjärvi är en sjö i Finland. Den ligger i kommunen Kuusamo i landskapet Norra Österbotten, i den nordöstra delen av landet, 700 km norr om huvudstaden Helsingfors. Vääräjärvi ligger 268,6 meter över havet. Arean är 42,2 hektar och strandlinjen är 4,13 kilometer lång. Sjön  ingår i Ijo älvs huvudavrinningsområde.   Den ligger vid sjön Kovajärvi.